# Cottonwood Heights
Cottonwood Heights – miasto w Stanach Zjednoczonych, w stanie Utah, w hrabstwie Salt Lake.